# 富山市立山田中学校
富山市立山田中学校（とやましりつ やまだちゅうがっこう）は、富山県富山市にある市立中学校。

## 沿革
- 1947年（昭和22年）4月1日 - 山田中学校発足。校舎は旧山田小学校と共用する[2]。
- 1948年（昭和23年）
  - 7月 - 寄宿舎完成[2]。
  - 10月18日 - 校舎起工[2]。
- 1949年（昭和24年）
  - 4月30日 - 校舎上棟[3]。
  - 7月15日 - 校舎竣工式[3]。
- 1952年（昭和27年）10月 - 小中兼用体育館の増改築[4]。
- 1965年（昭和40年）10月 - 旧山田小学校校舎に移転[3]。
- 1972年（昭和47年）4月 - 近代的な校舎が完成[3]。
- 1983年（昭和58年） - 山田小学校横に小中兼用の寄宿舎を鉄筋コンクリート造3階建にて新築、同年12月より使用開始[4]。
- 2006年（平成18年）12月 - 富山市立山田小学校と一体となった新校舎が完成[5]。

## 周辺
- 富山市立山田小学校
- 富山県道59号富山庄川線

## 著名な卒業生
・中山楓奈（スケートボード選手、東京五輪銅メダリスト）